# Kumiyama
Kumiyama (japanska: 久御山町?, Kumiyama-chō) är en landskommun (köping) i Kyoto prefektur i Japan.  